# Брюэртон, Генри
Генри Брюэртон (англ. Henry Brewerton; 25 сентября 1801, Нью-Йорк, штат Нью-Йорк, США — 17 апреля, 1879, Уилмингтон, Дэлавер, США) — американский офицер-инженер, служивший суперинтендантом Военной академии США, а затем генералом армии Союза в период Гражданской войны.

## Ранняя жизнь и карьера
Генри Брюэртон родился в Нью-Йорке, штат Нью-Йорк в семье Генри Брюэртона (1768—1803) и Мэри Свордс. Он очень рано потерял родителей, но, по протекции Дэниэла Томпкинса, 25 июля 1813 года устроился в Военную академию США в Вест-Пойнте. Брюэртон закончил обучение 1 июля 1819, пятым по успеваемости в своём классе, и сразу же получил звание второго лейтенанта инженерного корпуса, при этом он ещё не достиг 18-летнего возраста. После краткого пребывания в Раузес-Пойнт с целью исслледования и установки границ между США и Канадой, он вернулся в Академию, где с 1 сентября 1819 года по 1 августа 1820 преподавал инженерное дело в звании ассистирующего профессора, и затем до 30 июня 1821 года — в звании главного профессора. С 1821 по 1822 годы служил инженером при постройке форта Делавер, в 1823 году ремонтировал форт Джексон на реке Саванна, в 1822—1824 году участвовал в ремонте укреплений гавани Нью-Йорка, а в 1824—1827 — в строительстве форта Джексон на реке Миссисипи.
1 января 1825 года получил звание первого лейтенанта.
В 1827—1827 году Брюэртон ремонтировал форт Адамс в Род-Айлнде, а в 1828—1832 годах руководил сооружением укреплений в Чарльстонской гавани.
21 сентября 1836 года получил звание капитана.
В 1843 году Брюэртон был членом приемной комиссии в Вест-Пойнте (принимая экзамены у выпуска 1843 года), в 1842—1845 году был членом комиссии, контролирующей атлантические укрепления, а в 1845 году членом комиссии, изучавшей флоридский риф на предмет постройки там фортов. 15 апреля 1845 года Брюэртон стал суперинтендантом Вест-Пойнта, и прослужил на этой должности до 1 сентября 1852 года. При нём произошёл выпуск 1846 года и выпуск 1847 года. В 1852 году ему поручили сменить Роберта Ли в должности руководителя строительства форта Кэррол, а Ли вместо него возглавил Академию.
23 августа 1856 года Брюэртон получил звание майора.

## Гражданская война
В начале конфликта в апреле 1861, Брюэртон находился в расширенном туре по Западной Европе, Греции, Палестине и Египте в сопровождении Зеалуса Тоуэра. После повышения до лейтенанта-полковника он был инженером укреплений и улучшений Бухты Балтимора, Форта Монро и Хэмптон-Роудс.
22 апреля 1864 года Брюэртон получил звание полковника регулярной армии.
13 марта 1865 года получил временное звание бригадного генерала за долгую и безупречную службу (for Long, Faithful, and Meritorious Service).
Завершил карьеру 7 марта 1867 года после 47 лет службы, не считая почти 6 лет кадетства в Вест-Пойнте. Последние годы жизни Брюэртон провел в Дэлавере.
Похоронен на кладбище в Ньюпорте, штат Род-Айленд.

## Семья
Брюэтрон был женат дважды: на Кэролайн Луизе Найт (1811—1853) и вторым браком на Саре Куртене (1830—1930).
Его сын, Джордж Дуглас Брюэртон был художником, поэтом и писателем.